# إس. هربرت هاو
إس. هربرت هاو (بالإنجليزية: S. Herbert Howe)‏ هو مصرفي وسياسي أمريكي، ولد في 21 ديسمبر 1835 بمارلبورو في الولايات المتحدة، وتوفي في 1911. حزبياً، نشط في الحزب الجمهوري. وقد انتخب عضو مجلس نواب ماساتشوستس.